# Manic Eden (album)
Manic Eden è l'omonimo album in studio dei Manic Eden, pubblicato nel 1994 per l'etichetta discografica CNR Music.

## Tracce
1. Can You Feel It
2. When The Hammer Comes Down
3. Ride The Storm
4. Can't Hold It
5. Fire In My Soul
6. Do Angels Die
7. Crossin' The Line
8. Dark Shade Of Grey
9. Pushin' Me
10. Gimme A Shot
11. Keep It Comin'

## Formazione
- Ron Young - voce
- Adrian Vandenberg - chitarra, tastiere
- Rudy Sarzo - basso
- Tommy Aldridge - batteria

### Altri musicisti
- CeCe White - cori
- Sara Taylor - cori
- Chris Trujillo - percussioni